# Jesús María (Jalisco)
Jesús María é um município do estado de Jalisco, no México.
Em 2005, o município possuía um total de 17.884 habitantes.